# Markus Granlund
Kari Markus Granlund (* 16. April 1993 in Oulu) ist ein finnischer Eishockeyspieler, der seit Juli 2024 beim Genève-Servette HC aus der Schweizer National League (NL) unter Vertrag steht. Zuvor war der Center unter anderem für die Calgary Flames, Vancouver Canucks und Edmonton Oilers in der National Hockey League (NHL) aktiv. Mit der finnischen Nationalmannschaft gewann er die Goldmedaille bei den Olympischen Winterspielen 2022. Sein älterer Bruder Mikael ist ebenfalls professioneller Eishockeyspieler.

## Karriere
Markus Granlund begann seine Karriere als Eishockeyspieler in seiner Heimatstadt in der Nachwuchsabteilung von Kiekko-Laser, in der er bis 2008 aktiv war. Von dort wechselte er für ein Jahr zu den Junioren des Stadtnachbarn Oulun Kärpät, ehe er sich dem Hauptstadtklub Helsingfors IFK anschloss. Für die Profimannschaft von HIFK gab er in der Saison 2010/11 sein Debüt in der SM-liiga, wobei er in zwei Spielen punkt- und straflos blieb. Zudem stand er als Leihspieler in sechs Partien für die finnische U20-Nationalmannschaft in der Mestis, der zweiten finnischen Spielklasse, auf dem Eis, wobei er je drei Tore und drei Vorlagen erzielte.
Anschließend wurde er zunächst im KHL Junior Draft in der ersten Runde als insgesamt 24. Spieler von Salawat Julajew Ufa und schließlich im NHL Entry Draft in der zweiten Runde als insgesamt 45. Spieler von den Calgary Flames ausgewählt.
Im April 2013 erhielt Granlund einen NHL-Einstiegsvertrag von den Flames und wurde von diesen ab Beginn der Saison 2013/14 bei den Abbotsford Heat in der American Hockey League (AHL) eingesetzt. Im Februar 2014 debütierte er für die Flames in der NHL. Fortan befand sich Granlund in stetem Wechsel zwischen AHL und NHL, ehe er im Februar 2016 im Tausch für Hunter Shinkaruk an die Vancouver Canucks abgegeben wurde.
Anfang Juli 2019 unterzeichnete er als Free Agent einen Einjahresvertrag bei den Edmonton Oilers. Nach Auslauf des Vertrags wechselte der Finne zurück nach Europa und schloss sich Salawat Julajew Ufa aus der Kontinentalen Hockey-Liga (KHL) an. Dort war der Finne bis Anfang März 2022 aktiv, ehe er infolge des russischen Überfalls auf die Ukraine den Klub umgehend verließ.
Im Juli 2022 unterzeichnete er einen Zweijahresvertrag beim HC Lugano aus der Schweizer National League. Nach dessen Auslaufen schloss sich Granlund im Sommer 2024 dem Ligakonkurrenten Genève-Servette HC an.

### International

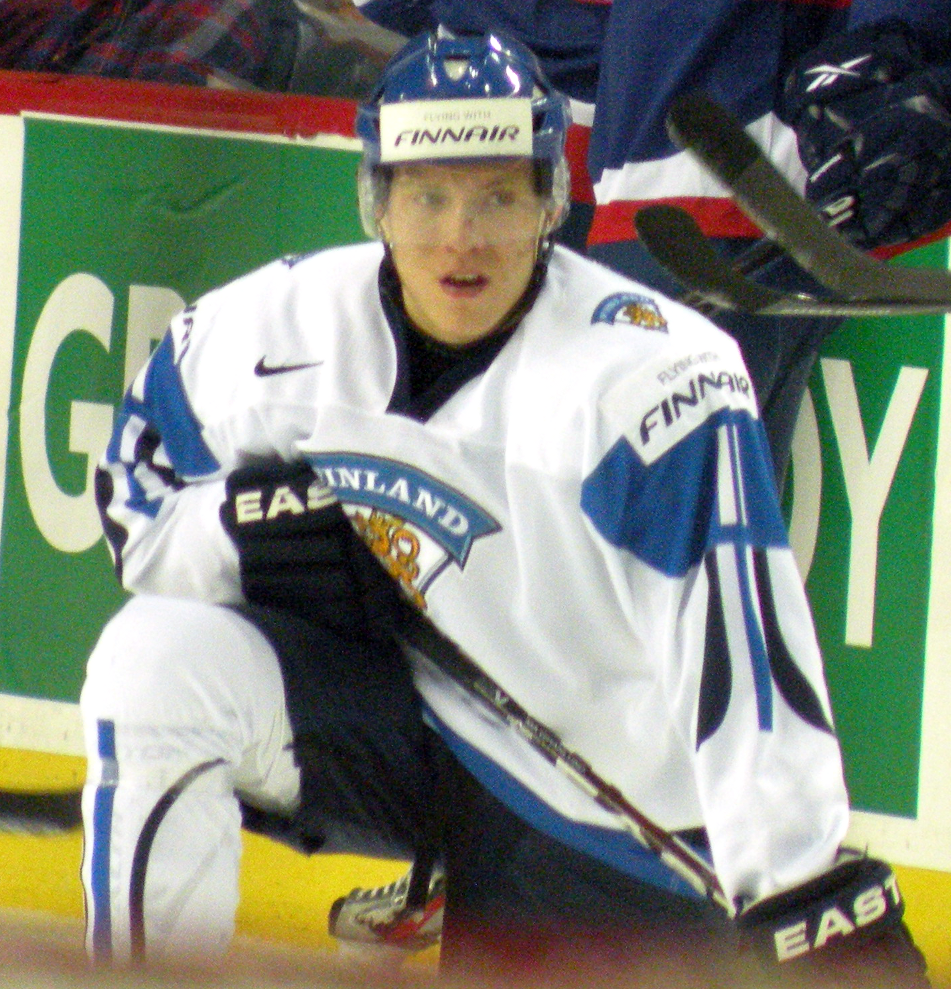
Markus Granlund bei der U20-Junioren-Weltmeisterschaft 2012

Für Finnland nahm Granlund an den U18-Junioren-Weltmeisterschaften 2010 und 2011 teil. Bei der U18-WM 2010 gewann er mit seiner Mannschaft die Bronzemedaille, beim Turnier ein Jahr später war er Mannschaftskapitän.
Im Verlauf der Saison 2015/16 debütierte er in der A-Nationalmannschaft seines Heimatlandes. Sein erstes großes Turnier bestritt er jedoch erst mit den Olympischen Winterspielen 2022 in Peking, wo er mit dem Team prompt die erste Goldmedaille in der finnischen Geschichte errang.

## Erfolge und Auszeichnungen
- 2010 Bronzemedaille bei der U18-Junioren-Weltmeisterschaft
- 2022 Goldmedaille bei den Olympischen Winterspielen

## Karrierestatistik
Stand: Ende der Saison 2024/25

### International
Vertrat Finnland bei:
| - World U-17 Hockey Challenge 2010 - U18-Junioren-Weltmeisterschaft 2010 - Ivan Hlinka Memorial Tournament 2010 - U18-Junioren-Weltmeisterschaft 2011 | - U20-Junioren-Weltmeisterschaft 2012 - U20-Junioren-Weltmeisterschaft 2013 - Olympischen Winterspielen 2022 |

(Legende zur Spielerstatistik: Sp oder GP = absolvierte Spiele; T oder G = erzielte Tore; V oder A = erzielte Assists; Pkt oder Pts = erzielte Scorerpunkte; SM oder PIM = erhaltene Strafminuten; +/− = Plus/Minus-Bilanz; PP = erzielte Überzahltore; SH = erzielte Unterzahltore; GW = erzielte Siegtore; 1 Play-downs/Relegation; Kursiv: Statistik nicht vollständig)